# Rada pro implementaci míru
Rada pro implementaci míru (anglicky Peace Implementation Council, zkr. PIC) je mezinárodní orgán, který má za úkol implementovat Daytonskou mírovou dohodu pro Bosnu a Hercegovinu. 
Rada byla ustanovena v Londýně 8. prosince 1995 na základě jednání, která probíhala předchozí měsíc. Rada vybírá Vysokého představitele pro Bosnu a Hercegovinu a předkládá kandidáta k jmenování Radě bezpečnosti OSN. Předpokládá se, že bude existovat do doby, než bude Bosna a Hercegovina shledána za politicky a demokraticky dostatečně stabilní na to, aby byla schopná samostatného fungování bez vnějších zásahů.
Rada pro implementaci míru čítá 55 členských států a organizací (včetně Česka), které se různým způsobem podílí na implementaci míru v Bosně a Hercegovině. Ať už zajišťují jednotky pro misi EUFOR Althea nebo přímo provádějí operace na území Bosny a Hercegoviny. Existuje také pohyblivý počet pozorovatelů. 
Jednání na ministerské úrovni se v rámci Rady pro implementaci míru uskutečnila v letech 1996 (dvakrát), 1997, 1998, 2000 a 2007. Na třetím jednání, které se konalo v německém Bonnu, byly vypracovány a přijaty tzv. bonnské pravomoci, které podstatným způsobem rozšířily Vysokému představiteli a jeho úřadu jeho možnosti vstupovat do politického procesu v Bosně a Hercegovině, např. prostřednictvím suspendováním jednotlivých zákonů nebo odvoláváním politiků na všech úrovních. 
V čele Rady pro implementaci míru je Řídící komise, v níž jsou zastoupeny následující země: Francie, Německo, Kanada, Itálie, Japonsko, Rusko, Spojené království, Spojené státy a dále Evropská unie prostřednictvím předsednictví v Radě EU a Organizace islámské spolupráce, kterou zde zastupuje Turecko. 